# Montussan
Montussan é uma comuna francesa na região administrativa da Nova Aquitânia, no departamento da Gironda. Estende-se por uma área de 8,31 km². Em 2010 a comuna tinha 3 337 habitantes (densidade: 401,6 hab./km²).